# Плешаков, Алексей Сергеевич
Алексе́й Серге́евич Плешаков (1914—1988) — подполковник Советской Армии, участник Великой Отечественной войны, Герой Советского Союза (1946).

## Биография
Алексей Плешаков родился 17 августа 1914 года в посёлке Щёлково (ныне — город в Московской области). С 1926 года проживал в Богородске (Ногинске). После окончания неполной средней школы работал слесарем на фабрике. В 1936—1938 годах проходил службу в Рабоче-крестьянской Красной Армии. Демобилизовавшись, вновь работал слесарем. Параллельно с работой занимался в аэроклубе. В 1940 году Плешаков повторно был призван в армию. В том же году он окончил Качинскую военную авиационную школу лётчиков. С декабря 1941 года — на фронтах Великой Отечественной войны.
К апрелю 1945 года майор Алексей Плешаков командовал эскадрильей 703-го штурмового авиаполка 281-й штурмовой авиадивизии 13-й воздушной армии Ленинградского фронта. К тому времени он совершил 110 боевых вылетов на штурмовку скоплений боевой техники и живой силы противника, его важных объектов, нанеся ему большие потери. Также принимал участие в 18 воздушных боях, сбив 1 вражеский самолёт, ещё 3 самолёта уничтожил на земле во время штурмовок.
Указом Президиума Верховного Совета СССР от 15 мая 1946 года за «образцовое выполнение боевых заданий командования на фронте борьбы с немецкими захватчиками и проявленные при этом мужество и героизм» майор Алексей Плешаков был удостоен высокого звания Героя Советского Союза с вручением ордена Ленина и медали «Золотая Звезда» за номером 8982.
После окончания войны Плешаков продолжил службу в Советской Армии. В 1961 году в звании подполковника он был уволен в запас. Проживал и работал в Ногинске. Умер 18 июня 1988 года, похоронен на мемориальном участке Глуховского кладбища Ногинска.
Был также награждён двумя орденами Красного Знамени, орденом Александра Невского, двумя орденами Отечественной войны 1-й степени, двумя орденами Красной Звезды, рядом медалей.
В честь Плешакова названа школа в Ногинске.